# Osaka Prefectural Government Sakishima Building
Osaka Prefectural Government Sakishima Building (大阪府咲洲庁舎 Ōsaka fu Sakishima chōsha?), o Cosmo Tower (コスモタワー Kosumo Tawā?), es  un rascacielos situado en Osaka, Japón. Es el segundo rascacielos más alto de Osaka y el cuarto más alto de Japón. Su nombre antiguo era  Osaka World Trade Center Building (大阪ワールドトレードセンタービルディング Ōsaka Wārudo Torēdo Sentā Birudingu?), o WTC Cosmo Tower (WTCコスモタワー Daburyūtīshī Kosumo Tawā?), hasta junio de 2010. Tiene la misma altura que Rinku Gate Tower Building en Rinku Town, situado en Nanko Cosmo Square cerca del Puerto de Osaka, Suminoe-ku.
El rascacielos de 55 plantas se eleva 840 pies (256 metros) y está coronado por un skylobby. Contiene tres sótanos, un museo, restaurantes, una plataforma de observación, espacio de oficinas y una sala de conferencias. La plataforma de observación es una pirámide invertida en la parte superior de la estructura. Un ascensor transparente puede llevar a los pasajeros de la planta baja a la última en solo 80 segundos.
El rascacielos alberga oficinas comerciales de compañías de todo el mundo.
Fue construido en 1995.